# Polyscias lantzii
Polyscias lantzii är en araliaväxtart som först beskrevs av Drake, och fick sitt nu gällande namn av René Viguier. Polyscias lantzii ingår i släktet Polyscias och familjen Araliaceae. Inga underarter finns listade.